# Michelea vandoverae
Michelea vandoverae är en kräftdjursart som först beskrevs av Gore 1987.  Michelea vandoverae ingår i släktet Michelea och familjen Micheleidae. Inga underarter finns listade i Catalogue of Life.